# Francesco Botticini
Francesco Botticini, född omkring 1447 och död 1497, var en florentinsk målare.
Botticini utbildes i Neri di Biccis verkstad men tog tidigt intryck av Andrea del Verrocchio och Sandro Botticelli, men främst av Cosimo Rossellis hårda brokighet. Konstverket Tobias med de tre änglarna betraktades tidigare som ett verk av Botticini, men har av flera forskare senare ansett vara skapat av Andrea del Verrocchio.